# Nan'ao
Nan'ao, tidigare romaniserat Namoa, är ett härad i staden Shantou i provinsen Guangdong i sydöstra Kina. Det ligger omkring 390 kilometer öster om provinshuvudstaden Guangzhou. Häradet består av ön Nan'ao Dao och mindre kringliggande öar.
Nan'ao är indelat i tre köpingar.
- Houzhai (后宅镇)
- Shen'ao (深澳镇)
- Yun'ao (云澳镇)